# Měrovice nad Hanou
Měrovice nad Hanou (in tedesco Mierowitz) è un comune della Repubblica Ceca facente parte del distretto di Přerov, nella regione di Olomouc.